# Джей Бламлер
Джей Джордж Бламлер (англ. Jay George Blumler, нар. 18 лютого 1924, Нью-Йорк — 30 січня 2021) — теоретик комунікації та медіа американського походження. Заслужений професор кафедри зв'язків з громадськістю в Лідському університеті та заслужений професор кафедри журналістики в університеті Меріленду. Джей Бламлер є провідним, визнаним міжнародною спільнотою, науковцем у сфері комунікацій, політичної коунікації. Опублікував низку книг, зокрема «Криза публічної комунікації» (1995) з Майклом Гуревичем (англ. Michael Gurevitch); «Телебачення в політиці: його використання та впливи» (1968) з Денісом Мак-Квейлом; «Використання масових комунікацій: поточні перспективи дослідження теорії задоволення» (1974) з Еліу Кац. Він є представником та колишнім президентом Міжнародної асоціації зв'язку.

## Біографія
Бламлер Джей Джордж народився 18 лютого 1924 року в Нью-Йорку. Син Джорджа Адольфа Бламлера (George Adolph Blumler) та Женев'єви Кегрінгер (Genevieve Kehringer). 15 вересня 1944 одружився з Маріан Біссель Зігельтух (Marian Bissell Siegeltuch), у подружжя народився син Марк Аллан Бламлер (Mark Allan Blamler). У 1947 році здобув ступінь бакалавра в Антіохському коледжі, Сполучені Штати Америки. 
Пізніше у 1947 році прибув до Англії. У 1953 році Джей розлучився зі своєю дружиною Маріан.  17 вересня у 1954 році Джей Бламлер одружується вдруге з Едіт Джорджиною Сандерс (Edith Georgina Saunders), в подружньої пари народжується троє дітей Джордж Метью (George Matthew), Жаклін Керол (Jacqueline Carol), Люк Авраам Томас (Luke Abraham Thomas). У 1962 році здобув ступінь доктора філософії в Оксфордському університеті (Oxford University) в Англії.
Джей Бламлер був одним із перших дослідників у сфері засобів масової інформації, до того як медіа-дослідження стали частиною дослідницьких інтересів британського університету Лідса. Він був засновником, а також директором Центру телевізійних досліджень університету Лідса - прабатьком Віденського інституту досліджень комунікацій університету Лідса та співзасновником впливового Європейського журналу комунікацій (European Journal of Communication), створеного в 1984 році. Однак його головне досягнення, що претендує на славу, полягає в тому, що його публікації, які охоплюють півстоліття, вплинули на розвиток засобів масової інформації як у Великій Британії, так і на міжнародному рівні.

### Формування поглядів
На науковий доробок Джея Бламлера вплинули такі основні аспекти з його життя:
- Як випускник політології Антіохського Університету[en], Бламлер був знайомий з новаторськими американськими дослідженнями комунікацій. Коли він готувався до інтерв'ю на посаду наукового співробітника з телебачення в Гренаді в Лідсському університеті (University of Leeds) в 1963 році, він звертався до огляду досліджень американських медіа-ефектів. Одним із ключових способів, яким Бламлер вплинув на розвиток британських медіа-досліджень, полягав у імпорті даних із США.
- Джей Бламлер був і залишається сформованим соціал-демократом. Син радикальних батьків, він поїхав до Лондонської школи економіки в 1947 році для проведення аспірантських досліджень під керівництвом Гарольда Ласки, провідного теоретичного представника радикального плюралізму та голови Британської лейбористської партії в 1945 році на загальних виборах. Бламлер потім продовжував навчати протягом 14 років в коледжі Рускин (Ruskin College, Oxford), навчальний заклад для дорослих та працівників, що входить до Оксфордського університету. Цінності Бламлера, соціальна солідарність та соціал-демократичний світогяд сформували його творчість та вплинули на його дослідження політичних комунікацій.
- Бламлер є громадянином двох народів. Він американський емігрант, який жив у Великій Британії протягом більшої частини свого дорослого життя і одружився з британкою. Тим не менш, він зберігає міцні зв'язки з Сполученими Штатами, говорить з м'яким американським акцентом, і в останній частині своєї кар'єри поєднував посаду в Мерілендському університеті з посадою в Лідському університеті. Цей дуалізм заохочував його протистояти національній інтроверсії та закритості досліджень у галузі засобів масової інформації як у Великій Британії, так і в Америці, а також прийняти й активно застосовувати порівняльний підхід, який був глибоко впливовим[5].

## Кар'єра
1949 – 1963 Викладач Коледж Рускин, Оксфорд (Ruskin College, Oxford). 
1963 – 1966 Дослідник в університеті Лідс, Англія (University of Leeds). 
1966 – 1989 директор Центру телевізійних досліджень Англії.
1983 – 1995 професор журналістики, університет Меріленд, Коледж Парк (University of Maryland).
з 1989 року заслужений професор університету Лідс, Англія (University of Leeds). 
1980 – гостьовий професор в університеті Вісконсин, штат Медісон (University of Wisconsin). 
1982 – гостьовий професор в університеті Південної Каліфорнії, Лос Анджелес ( University of Southern California).
1992 - Університет Ерланген-Нюрнберг, Німеччина (University of Erlangen-Nuremberg).
1994 – Earl & Edna Stice, викладач соціальних досліджень, Університет Вашингтон, Сіетл (University of Washington).
з 1989 – Комісія з питань стандартів ведення телерадіомовлення (Broadcasting Standards Commission), Лондон.
1973 – 1981 Голова ради Національної Академії Ради з комунікацій та культурології (Communications & Cultural Studies Board Council National Academy 
Awards), Лондон.
1975 –  Дослідницький консультант Комітет майбутнього мовлення (Committee Future Broadcasting), Лондон.
1979 – 1991 Спеціальний радник виборчого комітету Палати Громад (House of Commons), Лондон.
1973 – 1993 Президент Освітнього центру для дорослих Swarthmore, Лідс.
1943 – 1946 Капрал армії Сполучених Штатів Америки.
Співробітник Міжнародної асоціації зв'язку (International Communications Association) (в минулому президент, європейський вчений, 1977).
1989 – 2002 науковий керівник у Європейському Інституті Медіа (European Institute Media).
2000 – 2003 консультативний комітет парламенту та електронних медіа у Hansard Society.
З 2000 року почесний президент медіа та політичних груп в Асоціації політичних досліджень (Political Studies Association).
У 2006 році Блумлер отримав нагороду за життя в Америці в Американській політологічній асоціації (American Political Science Association).

## Головні ідеї

### Концепція «Мінімального впливу»
Тенденції розробки концепції «мінімального впливу» та «посилення і стимуляції» та передумови їх виникнення :
1. Умови західної демократії сприяли зменшенню лояльності електорату до конкретних політичних партій. Все більше громадян приймали рішення стосовно того, за кого їм голосувати, безпосередньо під час передвиборчої кампанії. Відповідно лояльність до окремих політичних партій (як фільтр для політично орієнтованих повідомлень у ЗМІ) все менше впливала на вибір.
2. У 1960-ті роки основні позиції у сфері політичної комунікації зайняло телебачення, яке загалом орієнтувалось на розважальні програми та було вимушене транслювати незаангажовані новини. Політичні та комунікаційні характеристики телебачення були відмінними від тих, що характеризували щоденні газети. Відповідно для телебачення було не складно зробити мало поінформованих учасників голосування сприйнятливішими до переконливих телевізійних образів. Також це знижувало можливості уникати пропаганди з боку політичних супротивників тієї частини електорату, що мала постійні політичні симпатії. Стиль подання політичних повідомлень та новин на телебаченні (скептичний та іронічний) також сприяв послабленню фільтрувальних функцій постійних політичних симпатій електорату.
3. Виникла необхідність перегляду концепції впливу ЗМІ, оскільки ця теорія, побудована на основі моделі «ін'єкційної голки», є надто вузькою. Вона пояснює лише короткочасні зміни вподобань і переконань аудиторії, а саме цілеспрямований та довготривалий вплив медіа на аудиторію та її сприйняття інформації не розглядається. Виникла необхідність з'ясувати, як в аудиторії формується уявлення про події, що не стосуються її безпосереднього досвіду. Виник новий напрям емпіричних досліджень масової комунікації, що і вплинуло на виникнення концепції активної аудиторії та модель «мінімального впливу».

Модель «мінімального впливу», основні положення:
1. Вибіркове сприйняття інформації. Люди сприймають вибірково те, що збігається з їхньою думкою, і не сприймають те, що суперечить їхнім поглядам.
2. Людина розглядається як соціальна молекула, а не як індивідуалізований атом.
3. Політична поведінка під час виборів. Дослідники виборчих технологій звернули увагу на опір виборців, які вже зробили свій вибір і симпатизують конкретним кандидатурам. Вплинути можна лише на рішення тих, хто ще не прийняв остаточне рішення.

Відповідно до теорії «мінімального впливу» масової комунікації, під час виборчих кампаній інформаційний вплив через ЗМІ поступається визначальним факторам типу належності до політичної партії чи певної соціальної групи. Безособові повідомлення, адресовані масовій аудиторії мали слабкий вплив.

### Теорія Користі та Задоволення (англ. Uses and Gratifications Theory)
Теорія користі та задоволення була представлена наприкінці 1950-х років Джеєм Бламлером, Майклом Гуревичем та Е. Катцем. Соціологічна теорія, яка наголошує на значенні активної участі аудиторії у визначенні цілей споживання нею продукції засобів масової інформації. Ця теорія стверджує, що глядачі не є пасивними отримувачами інформації, а є активними користувачами медіа. Саме цим теорія користі і задоволення відрізняється від інших теорій, що пояснюють ефекти медіа. Оскільки, аудиторія сама обирає повідомлення, які отримувати, цей вибір визначається, ціннісними орієнтаціями, потребами, інтересами, тощо. Активність споживачів інформації також зумовлюється зовнішніми обставинами, а також конкуренцією засобів масової інформації.
1974 року Джей Бламлер, Майкл Гуревич та Е. Катц виокремили п'ять основних положень відносно теорії користі та задоволення, що допомагають при розумінні взаємозв'язків між аудиторією та медіа:
1. Аудиторія розглядається як така, що використовує медіа для досягнення конкретної мети. Відповідно, те, що повідомляється у медіа, та те, як це повідомляється, визначається тим, який зміст повідомлення повинен бути запропонований користувачеві.
2. Членам аудиторії приділяється значна частина уваги, згідно з теорією, саме член аудиторії відіграє велику роль у поєднанні потреб аудиторії та напрямів дій медіа. Це обмежує теоретизування про прямий ефект медіа на поведінку чи установки аудиторії.
3. Також медіа змагається з іншими джерелами, що спрямовані на задоволення потреб. Частина людських потреб та рівень їхньої задоволеності, якого можна досягнути завдяки використанню медіа, відрізняються.
4. При правильно сформульованому запитанні аудиторія може виділяти та усвідомлювати свої інтереси та мотиви користування медіа.
5. При дослідженні орієнтації аудиторії, ціннісні судження про культурну значимість масової комунікації мають відкидатися.

## Дослідницькі інтереси
- Політична та виборча кампанія комунікації, включаючи політичні наслідки масової комунікації; відносини між політичними інституціями та медіа-установами; аналіз систем політичних комунікацій, їх розвиток у часі та їх порівняльний аналіз у різних країнах; і нормативні наслідки того, як політична комунікація організована, представлена та отримана для громадянства та демократії.
- Перехід від обмеженого канального мережевого телебачення до ситуації обміну повідомленнями, включаючи Інтернет.
- Зростаючі цінності та практика суспільного мовлення (зокрема, в програмах новин та поточних подій та програмах дитячого телебачення), проблеми, з якими вони стикаються, та політичні проблеми, що виникають.
- Стратегії для та критичні оцінки проведення порівняльного дослідження комунікації.
- Застосування теорії «користі та задоволення» (uses and gratifications approach) до вивчення аудиторії медіа.
- Контрастні огляди цілей і пріоритетів американських та європейських досліджень медіа.

## Основні праці
- "Телебачення в політиці: його використання та впливи" разом з Денісом Мак-Квейлом

Television in Politics: Its Uses and Influences, (1968)
- "Використання масових комунікацій: поточні перспективи дослідження теорії задоволення" разом з Еліу Кац[en]

The Uses of Mass Communications: Current Perspectives on Gratifications Research, (1974) 
- "Виклик виборчого мовлення. Доповідь про дослідження Центру досліджень телебачення" з Майклом Гуревичем та Джуліан Івес

The Challenge of Election Broadcasting. Report of an Enquiry by the Centre for Television Research, University of Leeds, (1978)
- "Чи проводить телебачення вибори ?: Порівняльний аналіз" з Елісон Евбанк та Клод Геертс

La télévision fait-elle l'élection?: Une analyse comparative, France, Grande-Bretagne, Belgique, (1978)
- "Звернення до виборців: телебачення на перших європейських парламентських виборах" разом з Ентоні Д. Фокс

Communicating to Voters: Television in the First European Parliamentary Elections, (1983) 
- "Дослідження асортименту та якості послуг мовлення" разом з Т. Дж. Носітер, Малкольмом Бринін

Research on the Range and Quality of Broadcasting Services. A Report for the Committee on Financing the BBC.(HMSO 1986) 
- "Провідні міста: формування майбутнього комунікацій" разом з Вільямом Х. Даттоном і Кеннетом Л. Крамером

Wired Cities: Shaping the Future of Communications (1987)
- "Мовлення про фінанси в перехідному періоді: порівняльний довідник" разом з Т. Дж. Носітер

Broadcasting Finance in Transition: A Comparative Handbook (1991) 
- "Формування порядку денного кампанії: Порівняльний аналіз ролі партії та ЗМІ в нещодавніх американських та британських виборах" з Майклом Гуревичем, Холлі А Сементо, Девідом Г. Уївером

The Formation of Campaign Agendas: A Comparative Analysis of Party and Media Roles in Recent American and British Elections (1991) 
- "Порівняльно говорячи: спілкування та культура в просторі та часі" разом з Джеком М. МакЛеодом, Карлом Ерік Росенгреном

Comparatively Speaking: Communication and Culture across Space and Time (1992) 
- "Телебачення та суспільні інтереси: вразливі цінності в західноєвропейському телебаченні"

Television and the Public Interest: Vulnerable Values in Western European Broadcasting (1992) 
- "Криза публічної комунікації" разом з Майклом Гуревичем

The Crisis of Public Communication (1995) 